# Boeing Yellowstone Project

Capacità in termini di passeggeri trasportati dai modelli civili attuali della Boeing presenti e futuri

Yellowstone è il progetto della Boeing Commercial Airplanes nato per sostituire la sua intera gamma di aeromobili civili con aeromobili di tecnologia più avanzata. Le nuove tecnologie che verranno introdotte comprendono la realizzazione di strutture in materiali compositi, maggiore utilizzo dei sistemi elettrici per la riduzione dei più pesanti, in confronto, sistemi idraulici e l'adozione di motori a turboventola a più basso consumo di carburante quali il Pratt & Whitney PW1000G, il General Electric GEnx, il CFM International LEAP e Rolls-Royce Trent 1000. Il termine "Yellowstone" si riferisce alle tecnologie, mentre i nomi da "Y1" a "Y3" si riferiscono ai velivoli reali.
Il primo di questi progetti, l'Y2, è entrato in servizio con il nome Boeing 787 Dreamliner.

## I sottoprogetti Yellowstone
Il progetto Yellowstone è suddiviso in tre sottoparti:
- Boeing Y1, pensato per sostituire le linee di prodotto Boeing 737, 757 e 767-200.[2] L'Y1 riguarda il mercato da 100 a 250 passeggeri e si ritiene che sia il secondo tra i progetti Yellowstone a essere sviluppato. La Boeing ha presentato una domanda di brevetto nel novembre 2009, che è stato concesso e pubblicato nell'agosto 2010. È prevista per questi velivoli una fusoliera in composito ellittica e vi sono notizie provenienti dalla società che indicano in questa soluzione il sostituto del 737.[3][4] All'inizio del 2011 la Boeing ha illustrato i programmi per la sostituzione del 737 con un altro modello nel 2020,[5][6] ma lo sviluppo del successore del 737 è stato rallentato con la decisione dell'agosto 2011 di lanciare sul mercato il 737 MAX, una versione aggiornata e con nuovi motori del 737 Next Generation.[7][8]
- Boeing Y2, nato per sostituire le linee di prodotto 767-300 e -400, arrivando fino a coprire in parte il segmento del 777-200.[9] Il progetto è relativo al mercato degli aerei con capacità tra i 250 e 350 passeggeri ed è stato il primo progetto Yellowstone completato portando alla realizzazione del Boeing 787 Dreamliner. Il progetto Y2 inizialmente ha fatto riferimento alla linea di prototipi più convenzionali ad alta efficienza messi a punto nell'ambito degli studi per il Sonic Cruiser e noti come "progetto Glacier".[10] Il Dreamliner ha come concorrenti Airbus le famiglie A330, A340 e A350.
- Boeing Y3, ideato per sostituire le linee di prodotto 777-300 e 747. Con le idee messe a punto dal sottoprogetto si pensa di soddisfare il mercato di aerei in grado di imbarcare tra i 350 e gli oltre 600 passeggeri, fase del progetto Yellowstone che verrà sviluppata per terza e quindi ultima. I progetti che risulteranno andranno a fare concorrenza alla famiglia Airbus A380 e al modello più grande degli A350, l'A350-1000 la cui entrata in servizio è prevista per il 2017. Nel giugno 2010 è stato annunciato che la Emirates, la compagnia aerea che ha attualmente la più grande flotta di Boeing 777, era in trattative con la Boeing per un piano di sviluppo di un nuovo aereo di linea per sostituire il 777.[11]